# Xylotoles persimilis
Xylotoles persimilis är en skalbaggsart som beskrevs av Stefan von Breuning 1940. Xylotoles persimilis ingår i släktet Xylotoles och familjen långhorningar. Inga underarter finns listade i Catalogue of Life.